# Varambon
Varambon település Franciaországban, Ain megyében. Lakosainak száma 664 fő (2022. január 1.). Varambon Ambronay, Druillat, Pont-d’Ain, Priay és Villette-sur-Ain községekkel határos.

## Népesség
A település népessége az elmúlt években az alábbi módon változott:
| Lakosok száma | 299  | 314  | 353  | 544  | 527  | 535  | 584  | 619  | 636  | 664  |
|               | 1968 | 1982 | 1990 | 2006 | 2013 | 2015 | 2017 | 2019 | 2020 | 2022 |